# Forêts de l'Ouest des Grands Lacs
Localisation
Les forêts de l'Ouest des Grands Lacs (Western Great Lakes forests) sont une écorégion terrestre nord-américaine du type forêts tempérées d'arbres à feuilles caduques du World Wildlife Fund

## Répartition
Les forêts de l'Ouest des Grands Lacs recouvrent le nord du Michigan, du Wisconsin et du Minnesota, la partie sud de l'ouest de l'Ontario et le sud-est du Manitoba. 

## Climat
La température annuelle moyenne varie entre 1 °C et 2 °C.  La température estivale moyenne varie entre 14 °C et 15,5 °C et la température hivernale moyenne est de −13 °C.  Le taux de précipitations annuel est de 100 mm dans l'ouest, mais est plus élevé dans l'est, se situant entre 700 mm et 800 mm.  À proximité des lacs, l'effet de lac influence le climat de manière analogue au climat maritime en réduisant les écarts de température et en augmentant la température moyenne, l'humidité et les précipitations.  

## Caractéristiques biologiques
Les forêts de l'Ouest des Grands Lacs suivent une succession qui va de peuplements de peupliers faux-trembles, de bouleaux blancs et de pins gris vers des forêts composées d'épinettes noires et blanches et de sapins baumiers.  Les zones mal drainées et dans le nord de l'écorégion, l'épinette noire est dominante.  Plusieurs autres espèces sont toutefois aussi présentes: pin blanc, pin rouge, noisetier à long bec, chêne ellipsoïdal, érable à sucre, érable rouge, ostryer de Virginie, tilleul d'Amérique, bouleau jaune, pruche du Canada, hêtre d'Amérique.

## Conservation
On estime que seulement 20 % de cette écorégion est toujours intacte.  Les causes de perturbations sont principalement l'exploitation forestière, l'agriculture et les développements domiciliaires.  